# Мардук
Мардук је син бога Еа из вавилонског пантеона. Прво је био локални бог Вавилона, но касније је био поштован као божанство у целој Вавилонији. Према миту, он је створио цели свемир, човека од свога меса. Жена му је Сарпанит, која је такође била поштована. Приказиван је са сабљом у руци, како убија божанство Тиамат у лику рогатог змаја.

## Породични односи
У старовавилонској традицији и касније нису његови претходници у роду познати јер очито и није био један од тако значајних богова.
- Отац: Еа
- Мати: Дамгалауна (Дамкина)
- Брат: Шамаш (сумерски Уту)
- Сестра: Иштар (Инана)
- Супруга: Сарпанит